# Spirit of Tasmania II
Lo Spirit of Tasmania II è un traghetto appartenente alla compagnia di navigazione australiana Transport Of Tasmania.

## Servizio
Varato il 26 settembre 1997 nel cantiere navale Kvaerner Masa Yards Inc di Turku con il nome di Superfast III e consegnato il 12 febbraio 1998 alla Superfast Ferries, prende servizio a partire dal 16 marzo successivo tra Patrasso ed Ancona.
Il 1° novembre 2001, poco dopo la partenza da Ancona, scoppia un incendio nel garage del traghetto, che tuttavia viene prontamente domato. All'arrivo a Patrasso vennero ritrovati 14 rifugiati kurdi in un rimorchio, morti a causa dell'incendio. Il 2 novembre viene trasferito ai cantieri navali di Amburgo, dove giunge al rimorchio il 3 dicembre. Durante la sosta nel cantiere navale Blohm & Voss di Amburgo vengono sostituite 900 tonnellate di acciaio, 70 Km di cavi, un ponte auto di 40 m e riparati 2.500 metri di sistema idraulico per un costo complessivo di 26 milioni di dollari.
Dal 3 marzo 2002 riprende il servizio sulla Patrasso-Ancona.
L'8 marzo 2002, viene venduto alla compagnia di navigazione australiana Transport of Tasmania, alla quale viene consegnato il 10 maggio.
L'11 maggio 2002 viene trasferito nel cantiere navale Neorion di Syros, dove viene ribattezzato Spirit of Tasmania II nel giugno successivo.
A luglio 2002 lascia Syros per Hobart, dove giunge per la prima volta il 29 luglio, partendo poi per Melbourne 5 giorni dopo.
Il 1° settembre 2002 entra ufficialmente in servizio sulla Devonport-Port Melbourne.
Il 13 ottobre 2002 rompe gli ormeggi a Melbourne a causa del maltempo.
Nel 2015 subisce intensi lavori di ammodernamento e refitting.
Il 13 gennaio 2016 rompe gli ormeggi a causa del maltempo mentre era ormeggiato a Melbourne.

## Navi gemelle
- Spirit of Tasmania I